# هنريك لاندرهولم
كارل هنريك جاكوب لاندرهولم (مواليد 10 أغسطس 1963) هو سياسي سويدي، شغل منصب أول مستشار للأمن القومي للحكومة السويدية من عام 2022 حتى استقالته عام 2025. هو عضو في حزب المحافظين المعتدلين. شغل سابقًا منصب عضو في البرلمان السويدي. بين عامي 1998 و2002، كان رئيسًا للجنة الدفاع.

## خلفية
هنريك لاندرهولم هو الابن الوحيد لستيفان لاندرهولم وأولينا تينغدال. لديه شقيقتان: وزيرة الدفاع السابقة كارين إنستروم، والسياسية المحلية في أوبسالا لويز لاندرهولم بيل، والمتزوجة من حاكم مقاطعة يافلبورغ السابق بير بيل. لدي هنريك لاندر هولم ثلاثة أبناء بالغين.
كان هنريك لاندرهولم وأولف كريسترسون صديقين منذ طفولتهما.

## المسيرة
منذ عام 2002 وحتى 2008، شغل منصب نائب رئيس كلية الدفاع الوطني السويدية. كان قد خدم سابقًا في القوات المسلحة السويدية، ويحمل حاليًا رتبة مقدم في احتياطي الجيش. خلال العقد الثاني من القرن الحادي والعشرين، شغل هنريك لاندرهولم مناصب متعددة. منذ عام 2011 وحتى 2013، شغل منصب ممثل مدني أول في مزار شريف بأفغانستان. بين عامي 2014 و2017، عُين سفيراً للسويد لدى لاتفيا. منذ عام 2017 وحتى 2021، عُين سفيراً للسويد لدى الإمارات العربية المتحدة والبحرين والكويت. في عام 2022، تم تعيينه المدير العام الافتتاحي لوكالة الدفاع النفسي.
في نوفمبر 2022، عُيّن هنريك لاندرهولم مستشار أول للأمن القومي للحكومة السويدية من قِبل رئيس الوزراء أولف كريسترسون. في هذا المنصب، يُقدّم هنريك لاندرهولم المشورة لمجلس الأمن القومي ورئيس الوزراء في شؤون السياسة الخارجية والأمنية، بالإضافة إلى شؤون الأمن القومي.
في ديسمبر 2024، برزت فضيحة حول ترك هنريك لاندرهولم وثيقةً حكومية عن طريق الخطأ في خزانة بمركز المؤتمرات. بينما اتضح لاحقا أن ما وُجد في مركز المؤتمرات كان أربع وثائق سرية. بعد ذلك، دعت العديد من الشخصيات المعارضة الرئيسية إلى استقالة هنريك لاندرهولم. في 27 يناير 2025، قدم لاندرهولم استقالته، بعد أن أطلق جهاز الأمن السويدي تحقيقات رسمية في قضية الوثائق السرية.